# Neuseeländischer Austernfischer
Der Neuseeländische Austernfischer (Haematopus unicolor) ist eine Art aus der Familie der Austernfischer (Haematopodidae), der in seiner Verbreitung ausschließlich auf neuseeländische Küstenregionen begrenzt ist. In der Sprache der Maori wird er „torea“ genannt. Es werden keine Unterarten unterschieden.

## Beschreibung

### Körpermaße

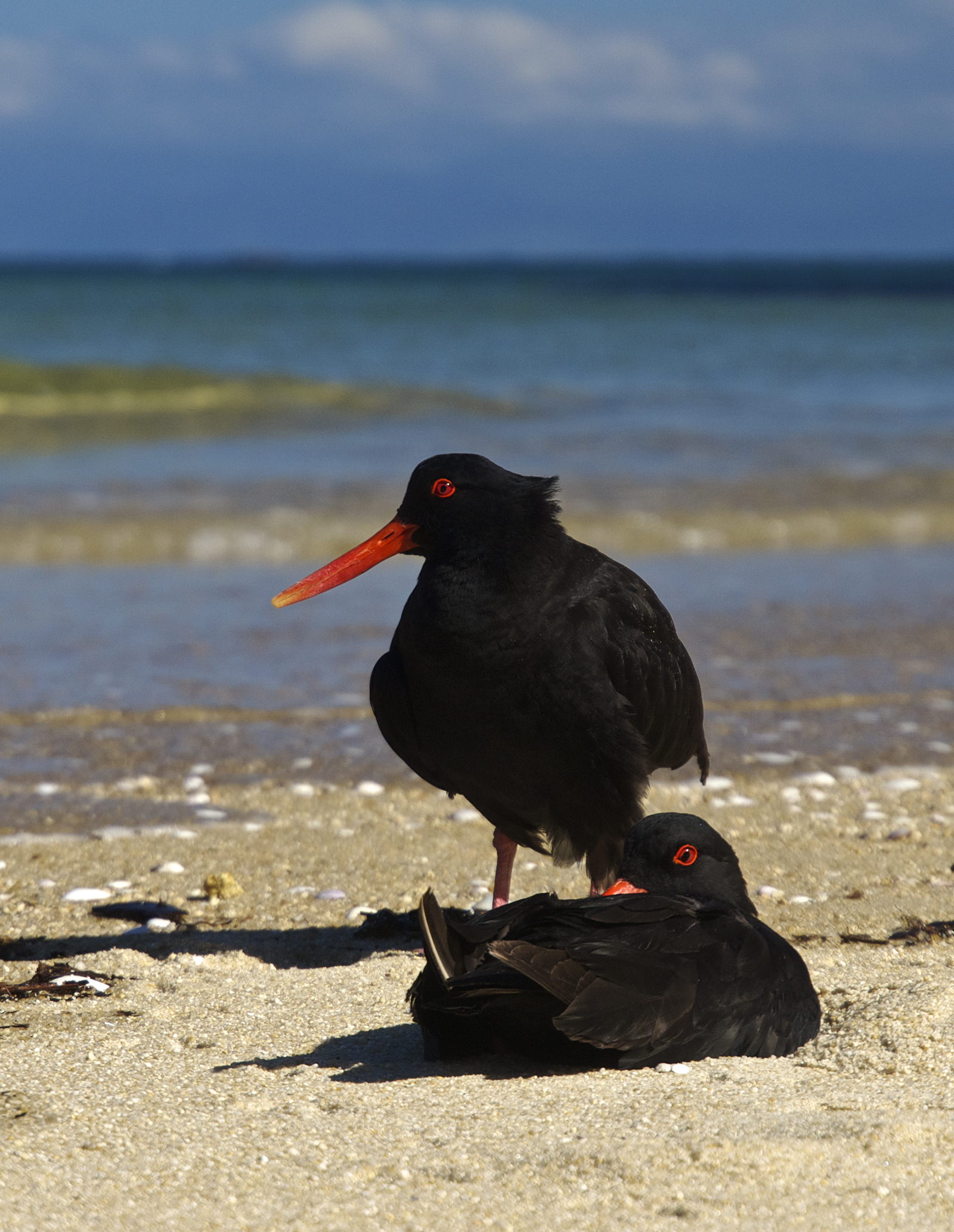
Rein schwarze Farbvariante

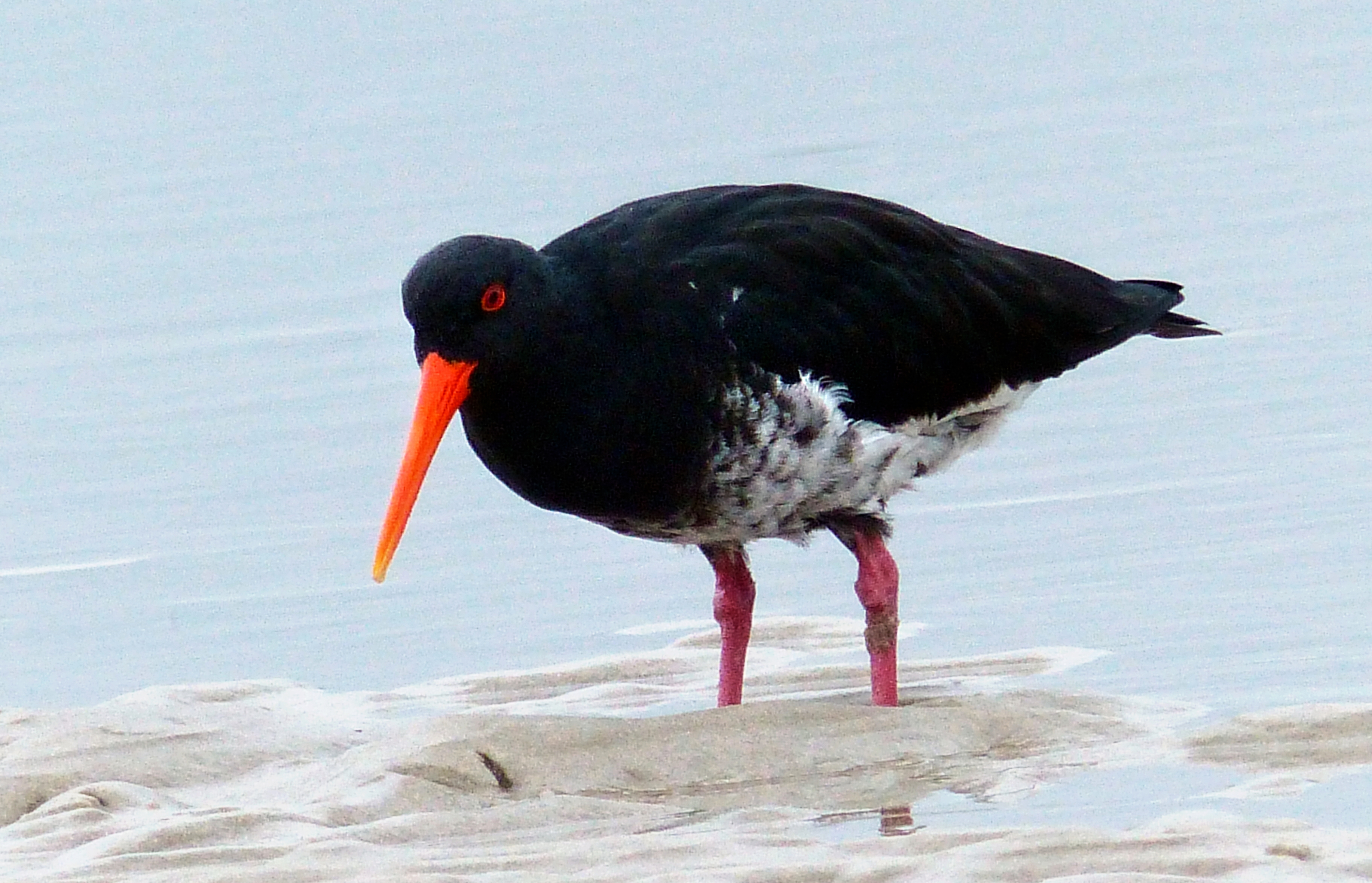
Gescheckte Farbmorphe

Der Neuseeländische Austernfischer erreicht eine Körperlänge von 47 bis 49 Zentimeter, wovon rund 10,6 Zentimeter auf das Schwanzgefieder entfallen. Der Schnabel ist 8,2 bis 9,2 Zentimeter lang. Weibchen haben dabei tendenziell einen etwas längeren Schnabel. Der Flügel misst 26,3 bis 28,8 Zentimeter. Die Männchen werden rund 670 Gramm schwer. Die Weibchen sind größer und werden rund 720 Gramm schwer.

### Adulte Vögel
Die Art ist polymorph. Das heißt, es existieren verschiedene Genvarianten die eine unterschiedliche Färbung aufweisen. Die Färbung der Unterseite kann dabei von schwarz-weiß gescheckt über meliert bis hin zu rein schwarzen Formen reichen. Je mehr man nach Süden geht umso dunkler wird die Art. Alle auf den Stewart-Inseln beheimateten Austernfischer sind schwarz. Alle Farbvarianten weisen ein meliertes Band an den Flügelunterseiten auf. Die Beine sind rosafarben. Der Schnabel ist rot und der Augenring ist orange gefärbt.

### Jungvögel
Die Farbmorphen sind bereits beim Schlupf der Küken erkennbar. Die schwarzen Gefiederpartien sind bei Jungvögeln grundsätzlich matter und gehen eher ins bräunliche. Bei den Jungvögeln der schwarzen Farbmorphen sind die Federn an der unteren Brust, dem Bauch und dem Bürzel schmal weiß gesäumt. Diese Federsäume nutzen sich jedoch schnell ab und sind bei etwas älteren Jungvögeln bereits nicht mehr erkennbar.

## Verbreitung und Lebensraum
Der Neuseeländische Austernfischer ist endemisch an den Küsten von Neuseeland. Er besiedelt auch küstennahe Inseln, auf weiter vorgelagerten Inseln ist er dagegen nicht anzutreffen. Er präferiert sandige Strände und ist besonders häufig in der Nähe von Flussmündungen und Muschelbänken anzutreffen. Auf Kiesstränden ist diese Austernfischerart selten. Er ist überwiegend ein Standvogel, der ganzjährig ein Revier verteidigt. Beringungsdaten weisen allerdings darauf hin, dass noch nicht geschlechtsreife Neuseeländische Austernfischer weitere Wanderungen unternehmen, bis sie eine Paarbindung eingehen und dann vergleichsweise ortstreu sind. Jungvögel wandern durchschnittlich 36 Kilometer von ihrem Geburtsort fort. Die weiteste Distanz, die bislang anhand von Beringungsdaten nachgewiesen werden konnte, betrug 119 Kilometer.
Er ist in seinem Verbreitungsgebiet eine häufig anzutreffende Vogelart. Außerhalb der Brutzeit bildet er meist Schwärme mit dem Südinsel-Austernfischer.

## Ernährung
Der Neuseeländische Austernfischer ernährt sich hauptsächlich von Weichtieren, Krabben und Meereswürmern. Er ist tag- und nachtaktiv, die Tageszeit seiner Nahrungssuche ist überwiegend von den Gezeiten bestimmt.  Nach starken Regengüssen gehen sie auch manchmal auf Nahrungssuche im Landesinneren. Mit ihrem kräftigen Schnabel sind sie in der Lage die Schalen der Beutetiere zu durchdringen.

## Fortpflanzung

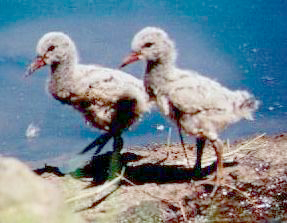
Küken

Die Art lebt monogam und geht eine lebenslängliche Paarbindung ein.  Während der Brutzeit verteidigt das Paar sein Revier. Sie brüten auf der Nordinsel, der Südinsel, dem Stewart-Inseln und dem Chatham-Inseln. Das Nest ist eine Mulde die in den Sand gegraben und manchmal mit Seegras ausgelegt wird. Es wird an der Küste zwischen Felsen oder auf Sanddünen gebaut.
Das Gelege besteht aus 2 bis 3, manchmal auch bis zu 5 Eiern. Die Eier sind gräulich gefärbt und weisen braune Flecken auf. Das Gelege wird 25 bis 32 Tage lang bebrütet. Die Jungvögel sind nach etwa 6 Wochen flügge. An der Brut, der Fütterung der Nestlinge und deren Führung sind beide Elternvögel beteiligt. Die Küken sind während ihrer ersten drei Lebenswochen vollständig von den Elternvögel abhängig. Erst im Alter von 6 bis sieben Wochen sind sie in der Lage, sich selbständig mit Nahrung zu versorgen. Sie werden drei bis vier Wochen, nachdem sie von den Elternvögel unabhängig geworden sind, von diesen aus dem Revier vertrieben.
Der Neuseeländische Austernfischer kann über 27 Jahre alt werden.

## Gefährdung
Die Art wird in der Roten Liste der IUCN als „nicht gefährdet“ geführt.

## Einzelbelege
1. 1 2   Higgins (Hrsg.): Handbook of Australian, New Zealand & Antarctic Birds. Band 2, S. 749.
2. 1 2 3 4   Higgins (Hrsg.): Handbook of Australian, New Zealand & Antarctic Birds. Band 2, S. 748.
3. ↑   Higgins (Hrsg.): Handbook of Australian, New Zealand & Antarctic Birds. Band 2, S. 755.
4. 1 2 3 4   Higgins (Hrsg.): Handbook of Australian, New Zealand & Antarctic Birds. Band 2, S. 750.
5. 1 2   Higgins (Hrsg.): Handbook of Australian, New Zealand & Antarctic Birds. Band 2, S. 751.